# المحطة الحرارية (الزارة)
المحطة الحرارية أو محطة توليد الطاقة الكهربائية في الزارة هي محطة توليد طاقة كهربائية تقع في محافظة حماة بالقرب من قرية الزارة وتبعد 8 كم غرب الطريق العام الواصل بين مدينتي حمص وحماة على الضفة الشمالية لبحيرة سد الرستن. وهي إحدى محطّات الطاقة المسؤولة عن تزويد البلاد بالطاقة الكهربائية.

## مكونات المحطة ومواصفاتها
تتألف المحطة من ثلاث مجموعات توليد بخارية استطاعة كل مجموعة من 220 ميغا وات. الوقود الأساسي المستعمل هو الغاز كما أنها يمكن أن تعمل على الفيول وعلى المزيج الغازي مع الفيول. وتعتبر هذه المحطة من أحدث محطات التوليد البخارية في سوريا وتستخدم أحدث التكنولوجيا والتقنيات في التحكم والتشغيل بالإضافة إلى وجود نظامي إدارة الصيانة MMS ونظام إدارة الطاقة EMS.
يبلغ عدد العاملين في الشركة 590 عامل. يستفيد العمال من 206 شقة سكنية جاهزة ويتم بناء 48 شقة سكنية أخرى حاليا ويستفيد العمال من الخدمات التالية: النقل المجاني من وإلى الشركة - العلاج المجاني - اللباس - الغذاء - الحوافز الإنتاجية المكافآت التشجيعية.